# Arang y el Magistrado
Arang y el Magistrado (en hangul, 아랑사또전; en hanja, 阿娘使道傳; romanización revisada, Arangsattojeon) también conocida como Tale of Arang, es una serie de televisión histórica surcoreana emitida durante 2012 y protagonizada por Lee Jun Ki, Shin Min Ah y Yeon Woo Jin.
Fue trasmitida por MBC desde el 15 de agosto hasta el 18 de octubre de 2012, con una longitud final de 20 episodios al aire los días miércoles y jueves a las 21:55 (KST). Está basada en la leyenda de Arang, durante la era Joseon.

## Argumento
Un noble llamado Kim Eun Oh (Lee Jun Ki) llega a la ciudad en busca de su madre después de haber oído el rumor de que ella estaba en el pueblo de Miryang. Él tiene la capacidad especial para escuchar, ver y tocar los espíritus, pero finge que no hacerlo porque él molesta cuando le preguntan por favores.
Arang (Shin Min Ah) perdió todos sus recuerdos cuando se convirtió en un fantasma y no puede descansar en paz hasta que ella descubrir cómo murió. Después de aparecer a tres magistrados, ninguno de ellos sobrevivió al susto de verla. Cuando se entera de que Eun Oh es capaz de verla, ella pide su ayuda.
Al principio, Eun Oh rechaza su petición. Sin embargo, él cambia de opinión después de ver que Arang tiene alguna forma una horquilla distintivo que dio a su madre en su última reunión. Él cree que si la ayuda, Arang recupere sus recuerdos y le dará información sobre su madre. Él, exasperado cariñosamente la apoda "Amnesia". Como magistrado recién instalado de la ciudad, se unirá en con ella para investigar las circunstancias que rodearon su muerte, que puede implicar al misterioso noble Joo Wal (Yun Woo Jin). A lo largo del camino, deben evitar que Arang sea capturada por Mu Young, el líder de las parcas locales.
Las actos de Arang y Eun Oh, por su parte están siendo rastreados por el Emperador de Jade y Yeom Ra por sí mismos, ya que temen que los acontecimientos en Miryang sean mucho más horrible de lo que parecen.

## Reparto

### Personajes principales
- Lee Jun Ki como Kim Eun Oh.
- Shin Min-ah como Arang / Lee Seo Rim.
- Yeon Woo Jin como Joo Wal.

### Personajes secundarios
- Hwang Bo Ra como Bang Wool.
- Kwon Oh Joong como Dol Swe.
- Han Jung Soo como Mu Young.
- Kang Moon Young como Srta. Seo.
- Kim Yong Gun como Lord Choi.
- Yoo Seung Ho como Emperador Jade.
- Park Jun Kyu como Yama.
- Kim Kwang-kyu como Lee Bang.
- Lee Sang Hoon como Hyung Bang.
- Min Sung Wook como Ye Bang.
- Kim Min-jae como Geo Deol.
- Song Jae Ryong como Kim Seo Bang.
- Lim Ju Eun como Mu Yeon.
- Yoon Joo Sang como Lord Kim.
- Jung Soo Young como Cliente de Bang Wool (cameo).
- Lim Hyun Sik como Fantasma (cameo).
- Jeong Bo Seok como Profesor (cameo).
- Lee Sung-min como Portero en la biblioteca (cameo).
- Song Won-seok como Seok a Chugi (ángel de la muerte).

## Producción
Fue el regreso a la pantalla de Lee Joon Gi luego de finalizar con su servicio militar en febrero de 2012, también fue el primer drama histórico de Shin Min Ah y su regreso a la televisión desde My Girlfriend is a Nine-Tailed Fox en 2010.
Antes del estreno, MBC decidió emitir un especial titulado "How to Enjoy Arang and the Magistrate 100 Times More" el 8 de agosto de 2012, que incluyó material nunca antes visto, detrás de escenas y detalles acerca de los personajes y sus lazos entre ellos.
Los derechos de la serie fueron vendidos en Japón por un récord de ₩200 millones por episodio, lo que equivale a ₩4 mil millones por la serie completa (20 episodios), fue el más alto de MBC, superando el récord anterior establecido por Moon Embracing the Sun.

## Recepción
De acuerdo a AGB Nielsen Media Research, el primer episodio obtuvo a nivel nacional un share de 13.3 % en audiencia, casi doblando a su rival To The Beautiful You en SBS con 7.4 % para su primer episodio pero detrás de Bridal Mask en KBS 2TV con 19.4 %. Fue también 4.2 % más alto que el último episodio de su predecesor I Do, I Do.

### Audiencia
En Azul la audiencia más baja y en rojo la más alta, correspondientes a las empresas medidoras TNms y AGB Nielsen.
| Ep. #    | Fecha original de emisión | Share        | Share        | Share       | Share       |
| Ep. #    | Fecha original de emisión | TNmS Ratings | TNmS Ratings | AGB Nielsen | AGB Nielsen |
| Ep. #    | Fecha original de emisión | Nacional     | Seúl         | Nacional    | Seúl        |
| -------- | ------------------------- | ------------ | ------------ | ----------- | ----------- |
| *        | 8 de agosto de 2012       | 5.1 %        | 5.4 %        | 4.9 %       | (<8.0) %    |
| 1        | 15 de agosto de 2012      | 14.4 %       | 16.8 %       | 13.3 %      | 15.1 %      |
| 2        | 16 de agosto de 2012      | 14.3 %       | 16.5 %       | 13.2 %      | 14.4 %      |
| 3        | 22 de agosto de 2012      | 16.0 %       | 19.3 %       | 13.2 %      | 14.2 %      |
| 4        | 23 de agosto de 2012      | 16.2 %       | 19.3 %       | 14.4 %      | 15.7 %      |
| 5        | 29 de agosto de 2012      | 12.1 %       | 13.3 %       | 12.4 %      | 13.7 %      |
| 6        | 30 de agosto de 2012      | 14.0 %       | 16.3 %       | 13.0 %      | 14.4 %      |
| 7        | 5 de septiembre de 2012   | 13.1 %       | 14.6 %       | 11.7 %      | 12.8 %      |
| 8        | 6 de septiembre de 2012   | 11.7 %       | 14.2 %       | 10.9 %      | 11.9 %      |
| 9        | 12 de septiembre de 2012  | 17.0 %       | 19.5 %       | 14.1 %      | 15.3 %      |
| 10       | 13 de septiembre de 2012  | 17.0 %       | 20.5 %       | 14.5 %      | 15.1 %      |
| 11       | 19 de septiembre de 2012  | 15.3 %       | 17.2 %       | 13.8 %      | 14.9 %      |
| 12       | 20 de septiembre de 2012  | 14.9 %       | 16.0 %       | 13.1 %      | 14.0 %      |
| 13       | 26 de septiembre de 2012  | 13.9 %       | 15.9 %       | 11.7 %      | 12.9 %      |
| 14       | 27 de septiembre de 2012  | 14.3 %       | 16.0 %       | 12.5 %      | 13.0 %      |
| 15       | 3 de octubre de 2012      | 15.0 %       | 17.7 %       | 13.3 %      | 14.5 %      |
| 16       | 4 de octubre de 2012      | 13.9 %       | 16.2 %       | 12.9 %      | 14.4 %      |
| 17       | 10 de octubre de 2012     | 13.0 %       | 15.2 %       | 12.6 %      | 13.8 %      |
| 18       | 11 de octubre de 2012     | 13.5 %       | 15.1 %       | 11.4 %      | 12.1 %      |
| 19       | 17 de octubre de 2012     | 13.2 %       | 14.7 %       | 12.4 %      | 14.0 %      |
| 20       | 18 de octubre de 2012     | 13.8 %       | 16.5 %       | 12.4 %      | 13.8 %      |
| Promedio | Promedio                  | 14.3 %       | 16.5 %       | 12.8 %      | 14.0 %      |

## Banda sonora
- Jang Jae In - «Go Star».
- Yoon Do Hyun - «My Secret Dream».
- Shin Min Ah - «Black Moon».
- Kim Bo Kyung - «Surprised».
- Baek Ji Young - «Love and Love».
- MC Sniper - «Mask Dance».
- Lee Jun Ki - «One Day».
- K.Will - «You Are Love».
- Yoo Seung Chan - «Mirage».
- Lee Ki Chan - «I’ll Crying Out».

## Emisión internacional
- China: Xing Kong.
- Filipinas: GMA Network.
- Hong Kong: TVB.
- Japón: DATV y BS Japan.
- Malasia: TV9 y NTV7.
- Tailandia: Workpoint TV.
- Taiwán: ETTV.